# Crossopetalum microphyllum
Crossopetalum microphyllum là một loài thực vật có hoa trong họ Dây gối. Loài này được (DC.) Kuntze mô tả khoa học đầu tiên năm 1891.